# Tetracanthagyna brunnea
Tetracanthagyna brunnea är en trollsländeart som beskrevs av Mclachlan 1898. Tetracanthagyna brunnea ingår i släktet Tetracanthagyna och familjen mosaiktrollsländor. IUCN kategoriserar arten globalt som otillräckligt studerad. Inga underarter finns listade i Catalogue of Life.